# The Minch

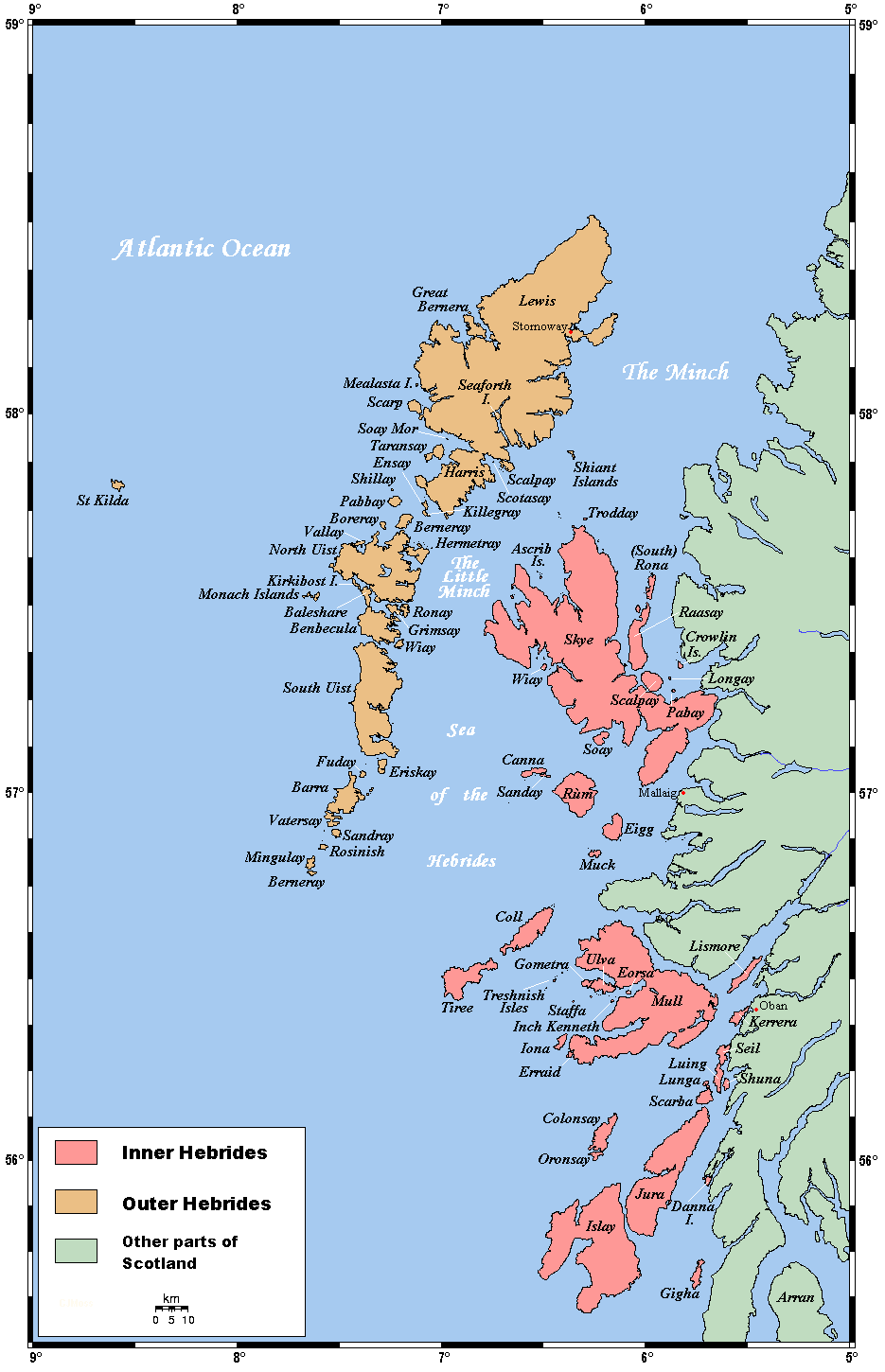
Mapa das Hébridas, mostrando The Minch

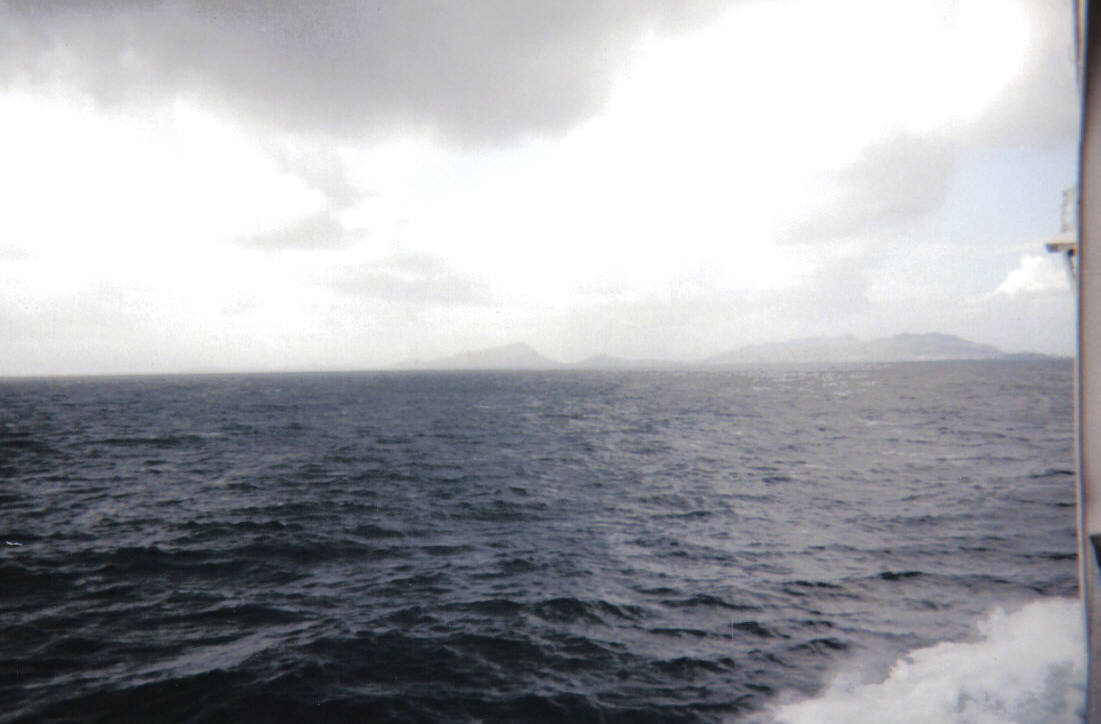
The Little Minch, vista para Loch na Madadh

The Minch ou A Minhã (escocês gaélico An Cuan Sgìth, Cuan na Hearadh, An Cuan Leòdhasach), também chamado North Minch ou Minhã Norte, é um estreito no noroeste da Escócia, que separa as Highlands do noroeste da parte norte do arquipélago das Hébridas Interiores, entre Lewis e Harris nas Hébridas Exteriores. Também é conhecido como "Skotlandsfjörð" ("fiorde/firth da Escócia") na língua nórdica antiga.
Seu prolongamento, The Lower Minch (an Cuan Canach), ou ainda The Little Minch, fica a sul e separa Skye das Hébridas Exteriores meridionais: North Uist, Benbecula, South Uist, Barra, etc. Abre ao mar das Hébridas. O "The Little Minch" é o limite setentrional do mar das Hébridas.
Tanto o The Minch como o The Lower Minch integram o sítio denominado Mares Interiores da Costa Ocidental da Escócia, tal como define a Organização Hidrográfica Internacional.
The Minch varia entre 32 a 72 km de largura e tem cerca de 110 km de comprimento. Supõe-se que tenha sido o local de impacto de um grande meteorito, o maior que atingiu as Ilhas Britânicas. The Little Minch tem uma largura de cerca de 25 km.
O Projeto Minch é uma colaboração entre o «Comhairle nan Eilean SIAR» (governo local da zona), o Conselho das Highland e o «Scottish Natural Heritage», que tem por intuito reduzir a contaminação, minimizar a erosão, reduzir ao mínimo o lixo e promover o turismo — em particular, o turismo que busca a fauna selvagem, como a observação de golfinhos — no The Minch. A contaminação é motivo de especial preocupação já que The Minch é uma via marítima muito utilizada, com um tráfego de mais de dois milhões e meio de toneladas por mês.
O serviço comercial de ferrys através de The Minch é operado pela empresa «Caledonian MacBrayne», com a linha Steornabhaght-Ullapool.